# Ronaldo Senfft
Ronaldo Camargo Ribeiro Senfft (Río de Janeiro, 12 de julio de 1954) es un deportista brasileño que compitió en vela en la clase Soling.
Participó en los Juegos Olímpicos de Los Ángeles 1984, obteniendo una medalla de plata en la clase Soling. Ganó dos medallas en los Juegos Panamericanos, oro en 1983 y bronce en 1987. En los Juegos Panamericanos consiguió dos medallas, oro en 1983 y bronce en 1987.
Ganó una medalla de plata en el Campeonato Mundial de Soling de 1985.

## Palmarés internacional
| Juegos Olímpicos     | Juegos Olímpicos              | Juegos Olímpicos  | Juegos Olímpicos |
| Año                  | Lugar                         | Medalla           | Clase            |
| -------------------- | ----------------------------- | ----------------- | ---------------- |
| 1984                 | Los Ángeles (Estados Unidos)  | Medalla de plata  | Soling           |
| Campeonato Mundial   |                               |                   |                  |
| Año                  | Lugar                         | Medalla           | Clase            |
| 1985                 | Sarnia (Canadá)               | Medalla de plata  | Soling           |
| Juegos Panamericanos |                               |                   |                  |
| Año                  | Lugar                         | Medalla           | Clase            |
| 1983                 | Caracas (Venezuela)           | Medalla de oro    | Soling           |
| 1987                 | Indianápolis (Estados Unidos) | Medalla de bronce | Soling           |